# 1801 California Street
1801 California Street – wieżowiec w Denver, w stanie Kolorado, w Stanach Zjednoczonych, o wysokości 225 m. Budynek został otwarty w 1982, posiada 53 kondygnacje.